# Italiens Grand Prix 1964
Italiens Grand Prix 1964 var det åttonde av tio lopp ingående i formel 1-VM 1964.

## Resultat
1. John Surtees, Ferrari, 9 poäng
2. Bruce McLaren, Cooper-Climax, 6
3. Lorenzo Bandini, Ferrari, 4
4. Richie Ginther, BRM, 3
5. Innes Ireland, BRP-BRM, 2
6. Mike Spence, Lotus-Climax, 1
7. Jo Siffert, Siffert Racing Team (Brabham-BRM)
8. Giancarlo Baghetti, Scuderia Centro Sud (BRM)
9. Ludovico Scarfiotti, Ferrari
10. Dan Gurney, Brabham-Climax
11. Bob Anderson, DW Racing Enterprises (Brabham-Climax)
12. Joakim Bonnier, R R C Walker (Brabham-Climax)
13. Peter Revson, Revson Racing (Lotus-BRM)
14. Jack Brabham, Brabham-Climax (varv 59, motor)

### Förare som bröt loppet
- Jim Clark, Lotus-Climax (varv 28, motor)
- Mario Araujo de Cabral, Derrington-Francis (Derrington-Francis-ATS) (25, tändning)
- Maurice Trintignant, Maurice Trintignant (BRM) (22, insprutning)
- Ronnie Bucknum, Honda (13, bromsar)
- Mike Hailwood, Reg Parnell (Lotus-BRM) (5, motor)
- Graham Hill, BRM (0, koppling)

### Förare som ej startade
- Jean-Claude Rudaz, Fabre Urbain (Cooper-Climax)

### Förare som ej kvalificerade sig
- Trevor Taylor, BRP-BRM
- Giacomo Russo, R R C Walker (Brabham-BRM)
- John Love, Cooper-Climax
- Ian Raby, Ian Raby Racing (Brabham-BRM)